# Pīsh Ostā
Pīsh Ostā (persiska: پیش استا, Sar-e Āsīāb, Sar Āsīāb, Pīsh Asīāb, Sar-i-Āsīāb) är en ort i Iran.   Den ligger i provinsen Kerman, i den centrala delen av landet, 700 km sydost om huvudstaden Teheran. Pīsh Ostā ligger 2 373 meter över havet och antalet invånare är 113.
Terrängen runt Pīsh Ostā är kuperad, och sluttar österut.Runt Pīsh Ostā är det mycket glesbefolkat, med 7 invånare per kvadratkilometer. Närmaste större samhälle är Rīseh, 3,3 km norr om Pīsh Ostā. Trakten runt Pīsh Ostā består i huvudsak av gräsmarker.